# Senneville (Québec)
Pour les articles homonymes, voir Senneville.
Senneville est une municipalité de village de l'agglomération de Montréal, au Québec (Canada). Constituée en 1895, elle est notamment reconnue pour la valeur historique et architecturale de son patrimoine. Elle est également l'une des plus anciennes localités du Québec. 
Julie Brisebois est l'actuelle mairesse de la municipalité.

## Toponymie
La ville est nommée en l'honneur de Jacques Le Ber de Saint-Paul de Senneville, marchand de la Nouvelle-France, d'après le lieu de naissance de celui-ci, soit Senneville en France.
L'ancienne paroisse éponyme de Senneville, province de Normandie aujourd'hui région, est maintenant un simple hameau de la commune d'Amfreville-sous-les-Monts. Elle est attestée sous des formes anciennes latinisées du type Sanavilla vers 1240.
Il s'agit d'une formation toponymique en -ville au sens ancien de « domaine rural, village » précédé d'un adjectif roman, comme c'est parfois le cas (cf. Belleville, Grandville, Hauteville, etc.), vraisemblablement l'adjectif sain, issu du gallo-roman SANA.
Il signifie littéralement « ville saine », mais il est difficile de préciser si le sens est celui de « domaine rural fertile » ou de « village riche ». On peut cependant tenter un parallèle avec le Santerre, région de Picardie, désigné Sana Terra en 885, c'est-à-dire « terre fertile », ce qui impliquerait pour Senneville plutôt le sens de « domaine rural fertile ».
En revanche, la ressemblance avec Senneville-sur-Fécamp (Sonevilla en 1025 [?], Seigneville vers 1119, Seneville en 1154) et Senneville (Eure-et-Loir, Sesni villa 1080, Senni villa 1121, Senesvilla 1109) est sans doute fortuite, leurs étymologies sont, d'après les formes anciennes, différentes.

## Histoire
En parcourant le secteur du chemin de Senneville, on plonge au cœur du lointain passé agricole de l'île de Montréal. Faiblement construit, le secteur offre surtout à la vue des terres agricoles (les dernières de l'île de Montréal encore exploitées) et de très anciennes maisons en pierre. Tout autour, des champs à perte de vue et, au nord, le lac des Deux Montagnes.
En plus de constructions qui remontent aux XVIIe et XVIIIe siècles témoignant ainsi du régime seigneurial (Moulin à vent de Senneville et Fort Senneville), la plupart des bâtiments datent du tournant du siècle dernier. À cette époque, le chemin de fer du Grand Tronc, inauguré en 1865, offrait un transport rapide et confortable vers l'Ouest-de-l'Île et permettait à l'élite canadienne de vaquer à des activités au centre-ville, tout en résidant au bout de l'île, principalement en été.
C'est sir John Abbott, qui devint premier ministre du Canada, qui inaugura ce mouvement en faisant l'acquisition d'une demeure néogothique comme résidence secondaire. Lui ont succédé les Richard Bladworth Angus, Vincent Meredith, Edward Clouston et Louis-Joseph Forget, piliers de l'économie québécoise et canadienne, qui menaient un train de vie de grands seigneurs.
En 1908, le sénateur Louis-Joseph Forget agrandit considérablement sa ferme, le domaine Bois-de-la-Roche, en faisant l'acquisition de la terre adjacente qui appartenait à la famille Rouleau.
En plus de l'élevage d'un cheptel d'animaux de race, notamment des chevaux d'équitation et des vaches laitières, Louis-Joseph Forget développe un modèle de ferme de multiculture permettant d'approvisionner son personnel, les membres de sa famille et ses invités. À cette époque, la ferme, exploitée par plusieurs employés, comprend des vergers, des vignes, des champs de céréales et de fourrages, un grand potager, ainsi que plusieurs bâtiments secondaires (atelier, écurie, grange-étable, caveau à légumes). Ces bâtiments sont conçus (en 1899) ou modifiés par les architectes montréalais de renom Edward et William Sutherland Maxwell.
En 1991, dans le contexte de la création d'un réseau régional de parcs nature, qui visent à offrir aux visiteurs une diversité d'activités éducatives et récréatives favorisant le contact avec la nature, la Communauté urbaine de Montréal fait l'acquisition de la majeure partie de la ferme de la famille Forget afin de créer le Parc agricole du Bois-de-la-Roche. Le périmètre du parc correspond exactement à celui de l'actuel secteur du chemin de Senneville.

### Chronologie
En 1679, Charles Le Moyne et Jacques Le Ber achètent le fief de Boisbriand, qu'ils rebaptisent Senneville, de Michel Sidrac Dugué.
En 1686, on y construit un moulin à vent en pierre autour duquel des colons viennent s'installer. Le moulin est partiellement détruit par un incendie en 1691.
En 1703, on y construit le fort. Il est la proie des flammes en 1777.
En 1895, Senneville, de même que Baie-D'Urfé, se détachent de la paroisse de Sainte-Anne-de-Bellevue et est constitué le Village de Senneville. La première réunion du conseil a lieu le 9 mai 1896, présidée par Louis-Joseph Forget, premier maire de Senneville.

## Géographie
Senneville est une petite municipalité de la pointe ouest de l'Île de Montréal.

## Démographie
| 1966  | 1971  | 1976  | 1981  | 1986  | 1991 |
| ----- | ----- | ----- | ----- | ----- | ---- |
| 1 413 | 1 415 | 1 333 | 1 221 | 1 101 | 961  |

| 1996 | 2001 | 2006 | 2011 | 2016 | 2021 |
| ---- | ---- | ---- | ---- | ---- | ---- |
| 906  | 970  | 962  | 920  | 921  | 951  |

## Administration
Les élections municipales se font en bloc et suivant un découpage de six districts.
| Senneville Maires depuis 2005                                                                                        |                     |         |          |
| Élection | Maire               | Qualité | Résultat |
| 2005 | George McLeish      |         | Voir     |
| 2009 | George McLeish      | Voir    |          |
| 2013 | Jane (Foukal) Guest |         | Voir     |
| 2017 | Julie Brisebois     |         | Voir     |
| 2021 | Julie Brisebois     |         | Voir     |
| Élection partielle en italique Depuis 2005, les élections sont simultanées dans toutes les municipalités québécoises |                     |         |          |

## Éducation
La Commission scolaire Marguerite-Bourgeoys administre les écoles francophones
- - École secondaire Saint-Georges[9]

La Commission scolaire Lester-B.-Pearson (CSLBP0 administre les écoles anglophones.
- - L'école primaire Dorset à Baie-D'Urfé servi a la ville[10].

## Attraits

### Lieu historique national du Canada
En 2002, le secteur du chemin de Senneville a été désigné comme lieu historique national du Canada par la Commission des lieux et monuments historiques du Canada. Les maisons de maître comprennent Le Sabot, un manoir construit en 1912 pour le mécène et propriétaire de grand magasin F. Cleveland Morgan.

### Vestiges d'un fort et d'un moulin
|  |

Tout juste au nord du pont de l'Île-aux-Tourtes, sur un terrain privé, se trouvent les vestiges du fort de Senneville. On peut l'apercevoir en bateau via le lac des Deux Montagnes.
Il fut construit en 1703, en pierre.
|  |

Le moulin à vent de Senneville, antérieur, fut construit en 1686 en maçonnerie de pierre, incorporant parfois des lambris de bois. Il est doté de mâchicoulis au-dessus des deux portes qui se font face au rez-de-chaussée, témoignant du fait que le moulin de Senneville servit à l'origine de tour fortifiée, entourée d'une palissade de pieux.
La municipalité compte plusieurs espaces verts de grande envergure sur son territoire. Parmi ceux-ci, on retrouve le parc-nature de l'Anse-à-l'Orme, l'Arboretum Morgan et le parc agricole du Bois-de-la-Roche. 

## Personnalités liées
- Lino Saputo, milliardaire et fondateur de Saputo
- Philippe Druelle, ostéopathe et vigneron
- John Abbott, le troisième premier ministre du Canada de 1891 à 1892, vécut au 170 chemin Senneville
- Christopher Plummer, acteur, a vécu une partie de sa jeunesse dans la maison de John Abbott, son arrière grand-père